# Asterella bolanderi
Asterella bolanderi là một loài rêu trong họ Aytoniaceae. Loài này được tìm thấy trong bụi cây của môi trường sống chaparral và trên bờ râm. Thường được tìm thấy ở phía Bắc California ở độ cao thấp hơn 3000 feet, phân bố trải dài dọc theo bờ biển Nam California. Các thành viên khác của chi Asterella bao gồm A. californica và A. palmeri. Loài này được Austin Underw. mô tả khoa học đầu tiên năm 1895.